# Calliopum ceianui
Calliopum ceianui är en tvåvingeart som beskrevs av Papp 1984. Calliopum ceianui ingår i släktet Calliopum och familjen lövflugor.
Artens utbredningsområde är Rumänien. Inga underarter finns listade i Catalogue of Life.